# Acacia trineura
Acacia trineura — вид квіткових рослин з родини бобових. Ареал: Австралія (Вікторія, Південна Австралія, Новий Південний Уельс).

## Середовище
Зазвичай росте на червоноземних ґрунтах як частина спільнот маллі.

## Біоморфологічна характеристика
Це кущ або невелике дерево зазвичай виростає до висоти від 1 до 5 м і має округлу форму. Злегка кутасті та сиві гілочки мають смолисті гребені та гладку сіру кору. Голі, тонко шкірясті та вічнозелені філодії мають оберненояйцеподібну або зворотно-ланцетну форму, довжину від 3 до 7 см та ширину від 4 до 11 мм, прямі або неглибоко вигнуті з трьома смолистими та чіткими головними жилками, які оточені багатьма вторинними жилками. Цвіте з серпня по жовтень. Суцвіття розташовані групами по три-вісім штук на пазушній осі довжиною від 2 до 15 мм. Кулясті квіткові головки мають діаметр від 3 до 5 мм і містять від 12 до 25 блідо-жовтих до жовтих квіток. Суцвіття розташовані групами по три-вісім штук на пазушній осі довжиною від 2 до 15 мм. Кулясті квіткові головки мають діаметр від 3 до 5 мм і містять від 12 до 25 блідо-жовтих до жовтих квіток. Після цвітіння утворюються паперові та рідко запушені стручки, прямі та більш-менш плоскі, але підняті та звужені між кожним насінням. Стручки мають довжину від 3 до 8 см та ширину від 2 до 3 мм. Блискуче чорне насіння всередині має довжину близько 4 мм і довгасту форму.